# 皮爾馬凱特特設鎮區 (密歇根州)
皮爾馬凱特特設鎮區（英語：Pere Marquette Charter Township）是位於美國密歇根州梅森縣的一個特設鎮區。

## 地方資料
皮爾馬凱特特設鎮區的面積為41.05平方千米，當中陸地面積為36.52平方千米，而水域面積為4.53平方千米。根據2020年美國人口普查的數據，當地共有人口2416人，而人口密度為每平方千米58.86人。